# Pteromalus mydon
Pteromalus mydon är en stekelart som beskrevs av Walker 1839. Pteromalus mydon ingår i släktet Pteromalus och familjen puppglanssteklar. Inga underarter finns listade i Catalogue of Life.